# Zbizuby
Zbizuby település Csehországban, a Kutná Hora-i járásban. Zbizuby Petrovice II, Tichonice, Kácov, Soběšín, Rataje nad Sázavou, Uhlířské Janovice és Podveky településekkel határos. Lakosainak száma 505 fő (2024. január 1.).

## Népesség
A település lakosságának változását az alábbi diagram mutatja:
| Lakosok száma | 1499 | 1516 | 1281 | 765  | 483  | 388  | 449  | 464  | 476  | 505  |
|               | 1869 | 1890 | 1921 | 1950 | 1980 | 2001 | 2017 | 2019 | 2022 | 2024 |